# IC 3612
IC 3612 је спирална галаксија у сазвјежђу Береникина коса која се налази на листи објеката дубоког неба у Индекс каталогу.
Деклинација објекта је + 14° 43' 54" а ректасцензија 12h 39m 4,6s. Привидна величина (магнитуда) објекта IC 3612 износи 14,1 а фотографска магнитуда 14,9. IC 3612 је још познат и под ознакама IC 3616, UGC 7814, CGCG 99-102, VCC 1779, NPM1G +15.0376, PGC 42309.